# Lista de ganhadores do Prêmio IgNobel
Esta é uma lista de vencedores do Prêmio IgNobel, desde a primeira edição em 1991. O IgNobel é um prêmio dado em uma cerimônia anual, no mês de setembro, na Universidade de Harvard, aos autores de pesquisas, experimentos e outras atividades inusitadas, nas diversas áreas da ciência. Todos os prêmios foram dados por fatos reais (exceto três em 1991 e um em 1994, devido a erros de divulgação). O lema do evento é "primeiro fazer as pessoas rirem, e depois pensarem".

## 1991
- Química: Jacques Benveniste, produtivo e dedicado correspondente da revista Nature, pela persistência na descoberta de que a água é um líquido inteligente e por demonstrar que ela é capaz de se lembrar de acontecimentos muito depois de todos os vestígios desses acontecimentos terem desaparecido.
- Medicina: Alan Kligerman, idealizador do alívio digestivo utilizando vapor e inventor do Beano,[2] pelo seu trabalho pioneiro com líquidos antigás, que previnem inchaço, flatulência, desconforto e embaraços.
- Educação: James Danforth Quayle (na época, vice-presidente dos EUA), tido como de "baixo QI", com declarações confusas, demonstrando assim, mais do que ninguém, a necessidade de educação científica.[3]
- Biologia: Robert Klerk Graham, seleccionador de sementes e profeta da reprodução, pelo seu desenvolvimento pioneiro de um "Banco para Seleção Embrionária" ("Repository for Germinal Choice"), que aceita doações apenas de laureados com o Nobel e atletas olímpicos.
- Economia: Michael Robert Milken, gigante da Wall Street e pai do Junk Bond,[4] para quem o mundo está endividado.
- Literatura: Erich von Däniken, narrador visionário e autor do livro Eram os Deuses Astronautas?, por explicar como a civilização humana foi influenciada por antigos astronautas extraterrestres.
- Paz: Edward Teller, pai da bomba de hidrogênio e principal apologista do Programa Star Wars, por seus esforços ao longo da vida para mudar o significado de paz como a conhecemos.
- Pesquisa Interdisciplinar: Josiah Carberry, professor fictício da Universidade Brown, "explorador e eclético buscador da verdade, por seu trabalho pioneiro em psicocerâmica, o estudo de vasos quebrados." Este prêmio apócrifo não é reconhecido pelos organizadores do IgNobel.[carece de fontes?]

## 1992
- Medicina: F. Kanda, E. Yagi, M. Fukuda, K. Nakajima, T. Ohta, e O. Nakata do Shisedo Research Center em Yokohama, por seu estudo pioneiro "Elucidação dos Componentes Químicos Responsáveis pelo Chulé do Pé" (Elucidation of Chemical Compounds Responsible for Foot Malodour), especialmente pela conclusão de que as pessoas que pensam que têm chulé, têm, e as que pensam que não têm, não têm.
- Arqueologia - Eclaireurs de France, grupo de escoteiros, removedores de graffiti, por apagarem as antigas pinturas rupestres das paredes da gruta de Mayrière supérieure, perto da aldeia francesa de Bruniquel, pensando que eram pichações.
- Economia: Aos investidores da Lloyd de Londres, herdeiros de 300 anos de gestão prudente, pela sua tentativa de assegurar um desastre ao se recusarem a pagar pelas perdas da companhia.
- Biologia: Doutor Cecil Jacobson, generoso e incansável doador de esperma, e prolífico patriarca do banco de esperma, por desenvolver um método simples e individual de controle de qualidade.
- Química: Ivette Bassa, desenvolvedora de colóides coloridos, pelo seu papel no maior avanço químico no século XX, a síntese da gelatina azul brilhante.
- Física:  David Chorley e Doug Bower, feras da física de baixa energia, pelas suas contribuições circulares baseadas nas teorias sobre a destruição geométrica dos campos de colheita ingleses, conhecida como "Crop circles".
- Paz: Daryl Gates, antigo Chefe da Polícia de Los Angeles, pelos seus métodos únicos de promover a união das pessoas.
- Nutrição: Aos corajosos consumidores dos comestíveis enlatados SPAM, por 54 anos de indiscriminada digestão.
- Literatura: Yuri Struchkov, incontrolável autor de artigos científicos do Instituto de Componentes Organoelementares, em Moscou, pelos 948 artigos que publicou entre 1981 e 1990, uma média de um a cada 3,9 dias.
- Arte: Prémio conjunto a Jim Knowlton, moderno renascentista, pelo seu clássico poster anatômico "Pénis do Reino Animal" (Penises of the Animal Kingdom) e ao Fundo Nacional de Doações para as Artes, dos EUA (U.S. National Endowment for the Arts), por encorajar o sr. Knowlton a expandir o seu trabalho num livro pop-up, tipo de livro em que dobraduras saltam das páginas.[5]

## 1993
- Psicologia: John Edward Mack da Escola de Medicina de Harvard e David M. Jacobs da Universidade Temple, pela sua conclusão de que as pessoas que acreditam terem sido raptadas por extraterrestres provavelmente o foram—e especialmente pela sua conclusão "o objectivo da abdução é a produção de filhos".
- Engenharia de Consumo: Ron Popeil, inventor incessante e eterno garoto propaganda na programação noturna de TV, por redefinir a Revolução Industrial com aparelhos como o Veg-O-Matic ("Vegemático" - precursor dos processadores de vegetais), o Pocket Fisherman ("Pescador de bolso"), o Mr. Microphone ("Senhor Microfone") e o Inside-the-Shell Egg Scrambler ("Misturador-de-Ovos-dentro-da-Casca").
- Biologia: Paul Williams Jr., do Departamento de Saúde do Oregon e Kenneth W. Newel, da Escola de Medicina Tropical de Liverpool, ousados detectives biológicos, pelo seu estudo pioneiro "Excreção de Salmonela em Passeios Joy riding de Porcos" (Salmonella Excretion in Joy-Riding Pigs).[nota 1]
- Economia: Ravi Batra, da Universidade Metodista do Sul (Texas), Texas, EUA, economista astuto e autor dos best-sellers "A Grande Depressão de 1990" e "Sobrevivendo à Grande Depressão de 1990" (The Great Depression of 1990 e Surviving the Great Depression of 1990), por vender cópias suficientes dos seus livros para impedir sozinho o colapso mundial da economia.
- Paz: Pepsi-Cola das Filipinas, fornecedores de sonhos e esperanças açucaradas, por patrocinarem um concurso para criar um milionário, e depois anunciarem o número vencedor errado, conseguindo assim incitar e unir 800.000 possíveis vencedores, e unindo facções inimigas pela primeira vez na história da sua nação.
- Tecnologia Visionária: Apresentado em conjunto a Jay Schiffman, de Farmington Hills, Michigan, inventor do AutoVision, um projector de imagens que torna possível conduzir um carro e ver televisão ao mesmo tempo, e à Legislatura do Estado de Michigan, por legalizar essa possibilidade.
- Química: James e Gaines Campbell de Lookout Mountain, Tennesse, dedicados entregadores de fragrâncias, por inventarem as tiras perfumadas, odioso método com o qual as fragrâncias são aplicadas nas páginas das revistas.
- Literatura: E. Topol, R. Califf, F. Van de Werf, P. W. Armstrong e seus 972 co-autores, por publicarem um texto de medicina que tem cem vezes mais autores do que páginas. Os autores são dos seguintes países: Alemanha, Austrália, Bélgica, Canadá, Espanha, Estados Unidos, França, Holanda, Irlanda, Israel, Luxemburgo, Nova Zelândia, Polônia, Reino Unido e Suíça.
- Matemática: Robert Faid, de Greenville, Carolina do Sul, por calcular a exata probabilidade de Gorbatchev ser o anticristo, 710 609 175 188 282 000 para 1.
- Medicina: James F. Nolan, Thomas J. Stillwell, e John P. Sands Jr., médicos misericordiosos, pela sua meticulosa pesquisa "Gestão Crítica de Pénis Presos no Zíper" (Acute Management of the Zipper-Entrapped Penis).

## 1994
- Biologia:  W. Brian Sweeney, Brian Krafte-Jacobs, Jeffrey W. Britton, e Wayne Hansen, pelo seu estudo "O Soldado com prisão-de-ventre: Prevalência sobre as Tropas Mobilizadas" (The Constipated Serviceman: Prevalence Among Deployed US Troops), e especialmente pela análise numérica da frequência de movimentos intestinais.
- Paz: John Hagelin, da Universidade Maharishi e do  Instituto da Ciência, Tecnologia e Política Pública, promulgador de pensamentos pacíficos, pela sua conclusão experimental de que 4000 meditadores treinados causaram um decréscimo de 24% no índice de crimes violentos em Washington DC.[6][7]
- Medicina - Este prémio é atribuído em duas partes. Primeiro, ao Paciente X, anteriormente dos Fuzileiros dos EUA (US Marine Corps), vítima valente duma mordidela venenosa pela sua cascavel de estimação, pelo seu uso determinado de terapia de choques eléctricos. A seu pedido, cabos de ignição de automóvel foram ligados ao seu lábio, e o motor do carro ligado a 3000 rpm durante cinco minutos. Segundo, aos Dr. Richard C. Dart do Centro de Venenos das Montanhas Rochosas (Rocky Mountain Poison Center) e Dr. Richard A. Gustafson do Centro de Ciências da Saúde da Universidade do Arizona, pelo seu bem fundamentado relatório médico "Falha de Tratamento de Choques Eléctricos para Envenenamentos por Cascavel" (Failure of Electric Shock Treatment for Rattlesnake Envenomation).
- Entomologia - Robert A. Lopez de Westport, Nova Iorque, destemido veterinário e amigo de todas as criaturas grandes e pequenas, pela sua série de experiências na obtenção de parasitas dos ouvidos de gatos, inserindo-os no seu próprio ouvido e observando e analisando cuidadosamente os resultados.
- Psicologia - Lee Kuan Yew, antigo primeiro-ministro de Singapura, pelo seu estudo de trinta anos sobre os efeitos de punir três milhões de cidadãos de cada vez que eles cospem, mastigam goma de mascar, ou alimentam pombos.
- Literatura - L. Ron Hubbard, ardente autor de Ficção Cientifica e fundador da igreja de Cientologia, pela sua crepitante bíblia Dianetics, que é altamente lucrativa para a humanidade, ou para uma parte dela.
- Química - Ao Senador do Texas Bob Glasgow, avisado escritor de legislação lógica, por patrocinar a lei de controle de droga de 1989, que tornou ilegal a compra, sem licença, de frascos, balões, tubos de ensaio, e restante material de laboratório de vidro.
- Economia - A Juan Pablo Davila do Chile, incansável negociante de futuros financeiros e antigo empregado da companhia estatal chilena Codelco, por instruir o seu computador para "comprar" quando pretendia "vender". Subsequentemente, tentou compensar as suas perdas fazendo negócios com prejuízos crescentes, que finalmente resultaram numa perda de 0,5 % do PNB Chileno. A sua proeza inspirou os seus conterrâneos a criar um novo verbo, "davilar", com o significado de "estropiar fenomenalmente as coisas".
- Matematica - À Igreja Baptista Sulista do Alabama (Southern Baptist Church of Alabama), medidores matemáticos da moralidade, pela sua estimativa, concelho a concelho (county), de quantos cidadãos do Alabama irão para o inferno se não se arrependerem.

## 1995
- Nutrição - John Martinez, da J. Martinez & Company de Atlanta, pelo Café Luak (Luak Coffee), o café mais caro do mundo, que é feito de grãos de café ingeridos e excretados pela Civeta-das-palmeiras.
- Física - D.M.R. Georget, R. Parker, e A.C. Smith do Instituto de Pesquisa Alimentar (Institute of Food Research) de Norwich, Inglaterra, pela sua análise rigorosa de flocos de cereais de café da manhã empapados. A análise foi publicada no relatório "Um estudo do efeito do conteúdo de água no comportamento de compactação de flocos de cereais de café da manhã" (A Study of the Effects of Water Content on the Compaction Behaviour of Breakfast Cereal Flakes).
- Economia - Atribuído em conjunto a Nick Leeson e aos seus superiores no Banco Barings (Barings Bank), e a Robert Citron do condado de Orange, Califórnia, por utilizarem o cálculo de derivadas financeiras para demonstrar que cada instituição financeira tem os seus limites.
- Medicina - Marcia E. Buebel, David S. Shannahoff-Khalsa, e Michael R. Boyle, pelo seu estudo revigorante "Os efeitos da respiração forçada unilateral por uma narina na cognição" (The Effects of Unilateral Forced Nostril Breathing on Cognition).
- Literatura -David B. Busch e James R. Starling, de Madison, Wisconsin, pelo seu relatório de investigação "Corpos estranho rectais: exemplos e estudo da literatura mundial" (Rectal Foreign Bodies: Case Reports and a Comprehensive Review of the World's Literature). As citações incluem descrições de, entre outros itens: sete lâmpadas; um amolador de facas; duas lanternas; uma mola de metal; uma caixa de farejar; uma lata de óleo com tampa de batata; onze diferentes formas de fruta, vegetais e outros alimentos; uma serra de joalheiro; uma cauda de porco congelada; uma chávena de lata; um copo de cerveja; e a notável colecção dum paciente, consistindo em óculos, uma chave de mala, um saco de tabaco e uma revista.
- Paz - Parlamento Nacional de Taiwan, por demonstrar que os políticos ganham mais ao esmurrarem, pontapearem e esgravatarem-se uns aos outros do que empreendendo guerras contra outras nações.
- Psicologia - Shigeru Watanabe, Junko Sakamoto, e Masumi Wakita, da Universidade de Keio, Japão, (Keio University), pelo seu sucesso no treino de pombos para distinguirem entre pinturas de Picasso e Monet.
- Saúde Pública - Martha Kold Bakkevig  de Sintef Unimed em Trondheim, Noruega, e Ruth Nielson da Universidade Técnica da Dinamarca, pelo seu exaustivo estudo "Impacto da roupa interior úmida nas respostas termoregulatórias e conforto termal no frio". (Impact of Wet Underwear on Thermoregulatory Responses and Thermal Comfort in the Cold).
- Odontologia - Robert H. Beaumont, de Shoreview, Minnesota, pelo seu estudo incisivo "A preferência dos pacientes por fio dental encerado ou não encerado" (Patient Preference for Waxed or Unwaxed Dental Floss).
- Química - Bijan Pakzad de Beverly Hills, California, pela criação de Colónia ADN e Perfume ADN (DNA Cologne e DNA Perfume), nenhum dos quais contém ácido desoxiribonucleico, e ambos dos quais vêm numa garrafa de hélice tripla.

## 1996
- Biologia - Anders Barheim e Hogne Sandvik da Universidade de Bergen, Noruega , por seu estudo, "Efeito da Cerveja, Alho e Creme Azedo sobre o Apetite das Sanguessugas" (Effect of Ale, Garlic, and Soured Cream on the Appetite of Leeches).
- Medicina - James Johnston da R.J. Reynolds, Joseph Taddeo da U.S. Tobacco, Andrew Tisch da Lorillard, William Campbell of Philip Morris, Edward A. Horrigan da Liggett Group, Donald S. Johnston da American Tobacco Company, da Thomas E. Sandefur, Jr., presidente da Brown and Williamson Tobacco Company, por sua inabalável descoberta, ao testificar ao Congresso que a nicotina não vicia.
- Física - Robert Matthews, da Universidade Aston, Inglaterra, pelos seus estudos relativos à Lei de Murphy, especialmente pela demostração de que pão, a maioria das vezes, cai com o lado da manteiga virado para baixo.
- Paz - Jacques Chirac, presidente da França, por comemorar o quinquagésimo aniversário do bombardeamento de  Hiroshima com testes nucleares no Pacífico.
- Saúde Pública - Ellen Kleist de Nuuk, Groenlândia e Harald Moi de Oslo, Noruega, por seu relatório médico preventivo "Transmissão de Gonorreia Através de uma Boneca Inflável" (Transmission of Gonorrhea Through an Inflatable Doll).
- Química - George Goble da Universidade de Purdue, por seu recorde em fazer churrasco: três segundos, usando carvão e oxigênio líquido.
- Biodiversidade - Chonosuke Okamura do Laboratório de Fósseis Okamura em Nagoya, Japão, por descobrir fósseis de dinossauros, cavalos, dragões, princesas, e mais uma centenas de outras "mini-espécies" extintas, cada uma com menos de 0,25 mm de comprimento..
- Literatura - Os editores da revista Social Text por avidamente publicar pesquisa que eles não entendiam, que o que o autor disse era sem sentido, e que disse que a realidade não existe (ver Caso Sokal).
- Economia - Dr. Robert J. Genco da University at Buffalo por sua descoberta de que "esforço financeiro é um indicador de risco para doenças periodontais destrutivas".
- Arte - Don Featherstone of Fitchburg, Massachusetts, por sua evolução na decoração, o flamingo rosa de plástico.

## 1997
- Biologia - Dado para T. Yagyu e seus colaboradores do Hospital Universitário de Zurique Suíça, a Universidade Médica de Kansai em Osaka, Japão, e o Instituto de Pesquisa em Tecnologia da Neurociência em Praga República Tcheca, por medir os padrões de ondas cerebrais de pessoas enquanto eles mascavam diferentes tipos de chiclete.
- Entomologia - Dado para Mark Hostetler da Universidade da Flórida, pelo seu livro, That Gunk on Your Car que identifica os diferentes insetos que se esmagam contra o vidro do seu carro durante uma viagem.
- Astronomia - Dado para Richard Hoagland de New Jersey, por identificar estruturas artificiais na lua e em Marte, incluindo uma face humana em Marte e construções de 16 km no lado escuro da lua.
- Comunicações - Sanford Wallace, Presidente da Cyber Promotions, Filadélfia. Nada impediu este auto-proclamado carteiro de enviar Spam para todo o mundo.
- Física - Dado para John Bockris da Texas A&M University, pelos seus avanços na fusão a frio, na transformação de elementos simples em ouro, e na incineração eletroquímica de lixo domiciliar.
- Literatura - Concedido a Doron Witztum, Eliyahu Rips, e Yoav Rosenberg de Israel, e a Michael Drosnin dos Estados Unidos, por sua descoberta estatística de que a Bíblia contém um código secreto escondido.
- Medicina - Concedido a Carl J. Charnetski e Francis X. Brennan, Jr. da Wilkes University, e James F. Harrison de Muzak Ltd. em Seattle, Washington, por sua descoberta de que ouvir música de elevador estimula o a produção de anticorpos pelo sistema imunológico e assim pode ajudar a prevenir o resfriado comum.
- Economia - Concedido a Akihiro Yokoi da Wiz Company de Chiba, Japão, e Aki Maita da Bandai Company em Tóquio, por divertir milhões de pessoas com horas de trabalho na criação de bichos virtuais.
- Paz - Concedido a Harold Hillman da University of Surrey, Inglaterra, por seu estudo "A Possível Dor Experimentada Durante a Execução por Diferentes Métodos" ("The Possible Pain Experienced During Execution by Different Methods.")
- Meteorologia - Concedido a Bernard Vonnegut da State University of New York at Albany, por sua reportagem, "Depenagem de Galinhas Como Meio de Medir a Velocidade do Vento de um Tornado ("Chicken Plucking as Measure of Tornado Wind Speed").

## 1998
- Engenharia de Segurança - Concedido a Troy Hurtubise, de North Bay, Ontario, por desenvolver e testar pessoalmente uma roupa à prova de ursos pardos.
- Biologia - Concedido a Peter Fong, do Gettysburg College em Gettysburg, Pensilvânia, por contribuir para a felicidade de mexilhões dando-lhes Prozac.
- Paz - Concedido ao primeiro ministro da Índia, Shri Atal Bihari Vajpayee e ao primeiro ministro do Paquistão, Nawaz Sharif, por suas agressivamente pacíficas explosões de bombas atômicas.
- Química - Concedido a Jacques Benveniste da França, por sua homeopática descoberta que não apenas a água tem memória, mas que a informação pode ser transmitida pelas linhas telefônicas e pela internet.
- Educação Científica - Concedido a Dolores Krieger, professora emérita da Universidade de Nova Iorque, por demonstrar os méritos do toque terapêutico, um método pelo qual os enfermeiros manipulam os campos de energia dos pacientes doentes, evitando cuidadosamente o contato físico com esses pacientes.
- Estatística - Concedido a Jerald Bain do Mt. Sinai Hospital em Toronto e Kerry Siminoski da University of Alberta, por seu cuidadosamente medido estudo The Relationship Among Height, Penile Length, and Foot Size (A Relação Entre Altura, Comprimento Peniano e o Tamanho do Pé).
- Física - Concedido a Deepak Chopra do The Chopra Center for Well Being, La Jolla, Califórnia, por sua interpretação única de física quântica em aplicações para a vida, liberdade, e a busca pela felicidade econômica.
- Economia - Concedido a Richard Seed de Chicago por seus esforços em incentivar a economia mundial clonando a si mesmo e a outros seres humanos.
- Medicina - Concedido ao paciente Y e a seus doutores, Caroline Mills, Meirion Llewelye, David Kelly, e Peter Holt, do Royal Gwent Hospital, em Newport, Wales, pelo relatório médico preventivo A Man Who Pricked His Finger and Smelled Putrid for 5 Years (Um homem que Puncionou Seu Dedo e Cheirou Fétido por Cinco Anos).
- Literatura - Concedido à Dra. Mara Sidoli de Washington, DC, por seu iluminante artigo, Farting as a Defence Against Unspeakable Dread (Peidando Como Defesa Contra um Medo Impronunciável).

## 1999
- Sociologia - Concedido a Steve Penfold, da York University em Toronto, por fazer sua tese de Ph.D. sobre a história das lojas de donuts canadenses.
- Física - Concedido ao Dr. Len Fisher de Bath, England e Sydney, Australia por calcular o melhor modo de molhar um biscoito. Também, ao Professor Jean-Marc Vanden-Broeck da University of East Anglia, Inglaterra, e Belgica, por calcular como fazer um bico de chaleira que não derrame ou pingue.
- Literatura - Concedido à British Standards Institution por seu manual de 6 páginas do modo apropriado de se fazer uma xícara de chá.
- Educação Científica - Concedido à Secretaria Estadual de Educação do Kansas e à Secretaria Estadual de Educação do Colorado, por prescreverem que as crianças não devessem acreditar na teoria da evolução de Darwin tanto quanto não deveriam acreditar na  teoria da gravidade de Newton, na teoria do eletromagnetismo de Faraday e Maxwell, ou na teoria de Louis Pasteur de que germes causam doenças.
- Medicina - Concedido ao Dr. Arvid Vatle de Stord, Noruega, por cuidadosamente coletar, classificar, e observar cada tipo de recipiente seus pacientes escolhiam quando entregavam amostras de urina.
- Química - Concedido a Takeshi Makino, presidente da The Safety Detective Agency de Osaka, Japão, por seu envolvimento com S-Check, um spray de detecção de infidelidade que as esposas podem aplicar na roupa de baixo de seus maridos.
- Biologia - Concedido ao Dr. Paul Bosland, director of The Chile Pepper Institute, New Mexico State University, Las Cruces (Novo México), por cultivar uma pimenta não picante do tipo jalapeño.
- Proteção Ambiental - Concedido a Hyuk-ho Kwon da Kolon Company de Seul, Coreia do Sul, por inventar o terno executivo auto-perfumante.
- Paz - Concedido a Charl Fourie e Michelle Wong de Joanesburgo, África do Sul, por inventar o Blaster, um alarme antiroubo para carros que consiste num circuito detector e num lança-chamas.
- Cuidados Médicos - Concedido aos falecidos George Blonsky e Charlotte Blonsky de Nova Iorque e San Jose (Califórnia), por inventar um dispositivo para ajudar mulheres durante o parto—a mulher é amarrada em uma mesa circular e então a mesa é rodada a alta velocidade.[8]

## 2000
- Psicologia - Concedido a David Dunning da Cornell University e Justin Kruger da Universidade de Illinois, por seu modesto relatório, "Sem Habilidade e Sem Saber Disso: Como Dificuldades em Reconhecer a Própria Incompetência Leva a Auto-Avaliações Infladas." (ver artigo Efeito Dunning-Kruger)
- Literatura - Concedido a Jasmuheen (formalmente conhecida como Ellen Greve) da Austrália, primeira dama do Respiracionismo, por seu livro Living on Light, que explica que embora algumas pessoas comam, elas não precisam fazê-lo.
- Biologia - Concedido a Richard Wassersug da Universidade de Dalhousie, por seu artigo em primeira mão, "On the Comparative Palatability of Some Dry-Season Tadpoles from Costa Rica." ("Comparatividade de Sabores de Alguns Girinos de Costa Rica").
- Física - Concedido a Andre Geim da University of Nijmegen, da Holanda, e Sir Michael Berry da Universidade de Bristol, Inglaterra, por usar ímãs para levitar um sapo.
- Química - Para Donatella Marazziti, Alessandra Rossi, e Giovanni B. Cassano da Universidade de Pisa, Itália, e Hagop S. Akiskal da Universidade da Califórnia em San Diego, por descobrirem que, bioquimicamente, amor romântico pode ser indistinguível de casos severos de transtorno obsessivo-compulsivo.
- Economia - Para o reverendo Sun Myung Moon, por trazer eficiência e crescimento à indústria dos casamentos em massa: 36 casais em um evento de 1960, 430 em 1968, 1800 em 1975, 6000 em 1982, 30000 em 1992, 360000 em 1995, e 36000000 em 1997.
- Medicina - Para Willibrord Weijmar Schultz, Pek van Andel, e Eduard Mooyaart de Groningen, nos Países Baixos, e Ida Sabelis de Amesterdão, pela sua pesquisa "Magnetic Resonance Imaging of Male and Female Genitals During Coitus and Female Sexual Arousal."  ("Imagens em ressonância magnética dos Genitais Masculinos e Femininos durante o Coito e Excitação Sexual Feminina")
- Ciências da Computação - Para Chris Niswander de Tucson, por inventar PawSense, software que detecta se um gato passa por cima de um teclado de computador.
- Paz - Para a Marinha Real Inglesa, por ordenar aos marinheiros que deixassem de usar balas de canhão, e gritassem "Bang!"
- Saúde Pública - Para Jonathan Wyatt, Gordon McNaughton, e William Tullet de Glasgow, pelo alarmante relatório "The Collapse of Toilets in Glasgow" ("A Queda de Vasos Sanitários em Glasgow").

## 2001
- Medicina - Concedido a Peter Barss da McGill University, Canada, por seu impactante estudo médico "Injuries Due to Falling Coconuts" (lesões causadas por cocos em queda)
- Física - Para David Schmidt da University of Massachusetts, pela sua explicação do efeito da cortina do duche: uma cortina de banheiro tende a flectir para dentro durante o banho.
- Biologia - Para Buck Weimer de Pueblo (Colorado) por inventar Under-Ease, roupa interior com um filtro substituível de carvão que remove a flatulência antes que os gases se escapem.
- Economia - Para Joel Slemrod, da University of Michigan Business School, e Wojciech Kopczuk, da University of British Columbia, por concluírem que as pessoas encontram sempre modo de adiar a sua morte se isso lhes trouxer benefícios fiscais a nível do imposto sucessório.
- Literatura - Para John Richards de Boston (Inglaterra), fundador da The Apostrophe Protection Society, pelo seu esforço em promover e defender as diferenças entre plural e possessivo.
- Psicologia - Para Lawrence W. Sherman da Miami University, Ohio, pela sua pesquisa "An Ecological Study of Glee in Small Groups of Preschool Children." (Um estudo ecológico sobre a alegria em pequenos gupos de crianças da pré-escola)
- Astrofísica - Para Jack Van Impe e Rexella Van Impe do Jack Van Impe Ministries, Rochester Hills (Michigan), pela sua descoberta que os buracos negros preenchem todos os requisitos técnicos para a localização do Inferno.
- Paz - Para Viliumas Malinauskas de Grutas, Lituânia, por criar o parque de diversões chamado "Stalin World".
- Tecnologia - Para John Keogh da Austrália, por patentear a roda em 2001, e para o Australian Patent Office por lhe conceder a Innovation Patent #2001100012.
- Saúde Pública - Para Chittaranjan Andrade e B.S. Srihari do National Institute of Mental Health and Neurosciences, Bangalore, Índia, pela decoberta de que a rinotilexomania (colocar dedos no nariz para retirar muco) é uma actividade comum entre os adolescentes.

## 2002
- Biologia - Para Norma E. Bubier, Charles G.M. Paxton, Phil Bowers, e D. Charles Deeming, do Reino Unido, pelo seu trabalho "Courtship Behaviour of Ostriches Towards Humans Under Farming Conditions in Britain." ("Hábitos de Galanteio das Avestruzes com os Humanos Em Fazendas na Bretanha")
- Física - Para Arnd Leike da Universidade de Munique, por demonstrar que a espuma da cerveja obedece à lei matemática do decaimento exponencial.
- Pesquisa Interdisciplinar - Para Karl Kruszelnicki da University of Sydney, pela investigação muito completa sobre o cotão do umbigo.
- Química - Para Theodore Gray da Wolfram Research, em Champaign (Illinois), por recolher muitos elementos da tabela periódica, e os juntar na forma de uma mesa de jantar (table significa "mesa" e "tabela" em inglês).[9]
- Matemática - Para K.P. Sreekumar e o falecido G. Nirmalan da Kerala Agricultural University, Índia, pelo seu relatório analítico "Estimation of the Total Surface Area in Indian Elephants." (Estimativa da Área de Superfície dos Elefantes Indianos")
- Literatura - Conjuntamente para Vicki L. Silvers da University of Nevada-Reno e David S. Kreiner da Central Missouri State University, peo seu colorido relatório "The Effects of Pre-Existing Inappropriate Highlighting on Reading Comprehension." ("Os Efeitos de Marcação de Texto Inapropriada Já Existente na Compreensão da Leitura").
- Paz - Para Keita Sato, Presidente da Takara Co., Dr. Matsumi Suzuki, Presidente da Japan Acoustic Lab, e Dr. Norio Kogure, Director Executivo do Kogure Veterinary Hospital, por promoverem a paz e harmonia entre espécies ao inventar o Bow-Lingual, um sistema computacional automático de tradução cão-para-humano.
- Higiene - Eduardo Segura, Espanha pela invenção da Lavakan de Aste, uma máquina de lavar cães e gatos.
- Economia - Para os executivos, directores e auditores da Enron, Lernaut & Hauspie (Bélgica), Adelphia, Bank of Commerce and Credit International (Paquistão), Cendant, CMS Energy, Duke Energy, Dynegy, Gazprom (Rússia), Global Crossing, HIH Insurance (Austrália), Informix, Kmart, Maxwell Communications (UK), McKessonHBOC, Merrill Lynch, Merck, Peregrine Systems, Qwest Communications, Reliant Resources, Rent-Way, Rite Aid, Sunbeam, Tyco, Waste Management, WorldCom, Xerox, e Arthur Andersen, por adaptarem números imaginários para o mundo dos negócios (todas as companhias tiveram de refazer relatórios financeiros por cálculos errados, e a Arthur Andersen foi a companhia responsável pela contabilidade da maioria; Companhias americanas, caso não tenha observação.)
- Medicina - Chris McManus da University College London, por seu relatório balanceado "Scrotal Asymmetry in Man and in Ancient Sculpture." ("Assimetria Escrotal no Homem e na Escultura Antiga")

## 2003
- Engenharia - Laureado John Paul Stapp, o falecido Edward A. Murphy, Jr., e George Nichols, por terem criado em 1949 a Lei de Murphy, um princípio lei básico da engenharia onde "Se existem mais de duas maneiras de fazer alguma coisa e uma dessas maneiras pode resultar em uma catástrofe, alguém irá optar por essa" ou em outras palavras "Se algo pode dar errado, dará errado".
- Física - Concedido a Jack Harvey, John Culvenor, Warren Payne, Steve Cowle, Michael Lawrance, David Stuart e Robyn Williams da Australia, por seu relatório irresistível "An Analysis of the Forces Required to Drag Sheep over Various Surfaces."(Uma análise das forças necessárias para se arrastar uma ovelha sobre várias superfícies).
- Medicina - Eleanor Maguire, David Gadian, Ingrid Johnsrude, Catriona Good, John Ashburner, Richard Frackowiak, e Christopher Frith da University College London, por apresentar provas que o cérebro dos taxistas londrinos é mais desenvolvido que o de cidadãos normais.
- Psicologia - Gian Vittorio Caprara e Claudio Barbaranelli da Universidade de Roma "La Sapienza", e Philip Zimbardo da Stanford University, pelo relato "Politicians' Uniquely Simple Personalities" ("Personalidades de uma Simplicidade Única dos Políticos").
- Química - concedido a Yukio Hirose da universidade Kanazawa, por sua investigação química de uma estátua de bronze, na cidade de Kanazawa, que não atrai pombos.
- Literatura - John Trinkaus, da Zicklin School of Business, Nova York, por coletar dados e publicar mais de 80 relatórios acadêmicos sobre assuntos que o incomodavam, como:

Percentagem de jovens usando bonés com aba para trás ao invés da frente; pedestres com tênis brancos ao invés de outra cor; pessoas que nadam na parte rasa da piscina ao invés da funda; percentagem de motoristas de automóveis que quase, mas não completamente, param em determinada placa de "Pare"; percentagem de viajantes carregando maletas; percentagem de clientes de supermercado que excedem o número de itens do caixa rápido; e percentagem de estudantes que não gostam de couve de Bruxelas.
- Economia -  Karl Schwärzler e o estado do Liechtenstein, por permitir alugar o país para convenções corporativas, casamentos, bar mitzvahs, e outros eventos.
- Pesquisa Interdisciplinar - Stefano Ghirlanda, Liselotte Jansson, e Magnus Enquis da Universidade de Estocolmo, pela pesquisa "Galinhas Preferem Humanos Bonitos."
- Paz - Lal Bihari, de Uttar Pradesh, Índia, por um feito triplo: Primeiro, ter uma vida ativa estando declarado legalmente morto; segundo, organizar uma campanha póstuma contra burocracia e parentes gananciosos; e terceiro, criar a Associação dos Mortos. Lal Bihari superou o problema de estar morto, e conseguiu um passaporte do governo indiano para viajar até Harvard e aceitar o prémio, porém o governo americano recusou a aceitá-lo no país. Seu amigo Madhu Kapoor foi até a cerimônia do Ig Nobel e aceitou o prêmio em seu lugar. Semanas depois, o prêmio foi dado ao próprio Lal Bihari em uma cerimônia especial na Índia.
- Biologia - Kees Moeliker, do Natuurmuseum de Rotterdam, documentando o primeiro caso cientificamente gravado de "necrofilia homossexual de um pato".

## 2004
- Medicina - Steven Stack da Wayne State University, Detroit, Michigan, e James Gundlach da Auburn University, Auburn, Alabama, pela pesquisa "The Effect of Country Music on Suicide" ("O Efeito Da Música Country No Suicídio")
- Física - Ramesh Balasubramaniam da University of Ottawa, Michael Turvey da University of Connecticut e Haskins Laboratory, por explorar e explicar a dinâmica do bambolê.
- Saúde Pública - Jillian Clarke da Chicago High School for Agricultural Sciences, e depois da Howard University, por investigar a validade científica da "regra dos cinco segundos", sobre a segurança de se comer um pedaço de comida que caiu no chão.
- Química - The Coca-Cola Company da Grã-Bretanha, por usar tecnologia avançada para converter líquido do Rio Tâmisa em Dasani, uma forma transparente de água, que por precaução não foi disponibilizada para os consumidores.
- Engenharia - Donald J. Smith e seu pai,Frank J. Smith, de Orlando, Florida, por patentear o combover(estilo de cabelo para homens carecas) (Patente E.U.A. 4,022,227)
- Literatura - The American Nudist Research Library de Kissimmee, Florida, por preservar a história do  nudismo.
- Psicologia - Daniel Simons da University of Illinois at Urbana-Champaign e Christopher Chabris of Harvard University, por demonstrar que quando pessoas se concentram em algo, é fácil não perceber qualquer outra coisa—mesmo uma mulher vestida de gorila.
- Economia - Vaticano, por enviar preces para a Índia.
- Paz - Daisuke Inoue de Hyogo Prefecture, Japão, por inventar o karaoke, através disso oferecendo uma maneira inteiramente nova de as pessoas aprenderem a tolerar umas às outras.
- Biologia - Ben Wilson da Universidade da Colúmbia Britânica, Lawrence Dill da Simon Fraser University, Canada, Robert Batty da Scottish Association for Marine Science, Magnus Whalberg da Universidade de Aarhus, Dinamarca, e Hakan Westerberg do Conselho Nacional de Pescas da Suécia, por demonstrar que arenques aparentemente se comunicam por meio de flatulências.

## 2005
- História da Agricultura: James Watson, da Massey University, Nova Zelândia, por seu estudo acadêmico: "The Significance of Mr. Richard Buckley's Exploding Trousers" (A importância das calças exposivas do Sr. Richard Buckley).[10]
- Física: John Mainstone e Thomas Parnell, da University of Queensland, Austrália, por levarem adiante pacientemente o chamado experimento de gotejamento de piche,[11] no qual uma massa de piche foi colocada num funil para, muito lentamente, gotejar, à razão de uma gota a cada nove anos.
- Medicina: Gregg A. Miller, de Oak Grove, Missouri, por inventar os Neuticles: testículos artificiais de reposição para cães, disponíveis em três tamanhos e três níveis de firmeza.
- Literatura: Os empresários da internet nigerianos, por usarem e-mails para distribuir contos com personagens como o General Sani Abacha, a Sra. Mariam Sanni Abacha, e o Sr. Jon A Mbeki entre outros. Cada um dos contos requeria o pagamento de uma pequena quantia em dinheiro em troca de uma quantia muito maior que os personagens estariam dispostos a compartilhar com as bondosas pessoas que os ajudassem.[12]
- Paz: Claire Rind e Peter Simmons, da Universidade de Newcastle, Reino Unido, pelo monitoramento elétrico da atividade cerebral de uma lagosta, enquanto ela assistia a uma seleção dos melhores momentos de "Guerra nas Estrelas".
- Economia: Gauri Nanda, do Massachusetts Institute of Technology, por inventar um relógio despertador que foge e se esconde, desse modo assegurando que as pessoas de fato saiam da cama e acrescentando assim muitas horas produtivas de trabalho por dia útil.
- Química: Edward Cussler, da Universidade do Minnesota, e Brian Gettelfinger, da Universidade de Minnesota e da Universidade de Wisconsin, por conduzirem um cuidadoso experimento a fim de responder a persistente dúvida científica: as pessoas nadam mais rapidamente em água ou em melado?[13]
- Biologia: Benjamin Smith, das Universidade de Adelaide, Austrália e Universidade de Toronto, Canadá; a companhia de perfumes Firmenich, Genebra, Suíça; ChemComm Enterprises, Archamps, França; Craig Williams, das James Cook University e Universidade da Austrália Meridional; Michael Tyler, da University of Adelaide; Brian Williams, da University of Adelaide; e Yoji Hayasaka, da Australian Wine Research Institute; por dolorosamente cheirarem e catalogarem os odores peculiares de 131 diferentes espécies de sapos, quando os sapos estavam estressados.
- Nutrição: Dr. Yoshiro Nakamatsu, de Tóquio, Japão, por fotografar e, posteriormente, analisar o conteúdo de cada uma de suas refeições durante um período de 34 anos (ainda continua analisando).
- Dinâmica de Fluidos: Victor Benno Meyer-Rochow, das International University Bremen, Alemanha e Universidade de Oulu, Finlândia; e Jozsef Gal, da Loránd Eötvös University, Hungria, por usarem princípios básicos da física para calcular a pressão interna nos pinguins, conforme relatado em: "Pressures Produced When Penguins Pooh -- Calculations on Avian Defaecation" (A pressão produzida quando os pinguins defecam—cálculos em defecação avícola).

## 2006
- Acústica: D. Lynn Halpern, de Harvard Vanguard Medical Associates, a Universidade de Brandeis, a Northwestern University, Randolph Blake, das Universidade Vanderbilt e Northwestern University e James Hillenbrand, das Western Michigan University e Northwestern University, por conduzirem experimentos para descobrir porque as pessoas não gostam do som de unhas riscando um quadro-negro.
- Biologia: Bart Knols, da Wageningen Agricultural University, em Wageningen, Países Baixos; do National Institute for Medical Research, em Ifakara Centre, Tanzânia; e da Agência Internacional de Energia Atômica, em Viena, Áustria); e Ruurd de Jong, da Wageningen Agricultural University e da Santa Maria degli Angeli, Itália, por mostrarem que a fêmea do mosquito da malária é atraída tanto por queijo limburgo quanto por chulé.
- Química: Antonio Mulet, José Javier Benedito e José Bon, da Universidade Politécnica de Valência, Espanha, e Carmen Rosselló, da Universidade das Ilhas Baleares, em Palma de Mallorca, Espanha,  pelo estudo Ultrasonic Velocity in Cheddar Cheese as Affected by Temperature (Velocidades Ultrasônicas no Queijo Cheddar Afetadas pela Temperatura).
- Literatura: Daniel Oppenheimer, da Universidade de Princeton, pelo seu estudo "Consequences of Erudite Vernacular Utilized Irrespective of Necessity: Problems with Using Long Words Needlessly" (Consequências do vernáculo erudito utilizado sem necessidade: problemas de se usar palavras longas desnecessariamente).
- Matemática: Nic Svenson e Piers Barnes, da Australian Commonwealth Scientific and Research Organization, por calcularem o número de fotografias que devem ser tiradas para assegurar que ninguém, em uma foto em grupo, apareça de olhos fechados.
- Medicina: Francis M. Fesmire, da University of Tennessee College of Medicine, por seu estudo médico Termination of Intractable Hiccups with Digital Rectal Massage ("Interrupção de soluços incuráveis com massagem retal digital"); e Majed Odeh, Harry Bassan e Arie Oliven, da Bnai Zion Medical Center, Haifa, Israel, por seu subseqüente estudo médico também intitulado Termination of Intractable Hiccups with Digital Rectal Massage ("Interrupção de soluços incuráveis com massagem retal digital").
- Nutrição: Wasmia Al-Houty, da Universidade do Kuwait, e Faten Al-Mussalam, da Kuwait Environment Public Authority, por mostrarem que escaravelhos são enjoados para comer.
- Ornitologia: Ivan R. Schwab, da University of California Davis, e o falecido Philip R. A. May, da University of California Los Angeles, por investigarem e explicarem porque o pica-pau não tem dor-de-cabeça.
- Paz: Howard Stapleton, de Merthyr Tydfil, País de Gales, por inventar um repelente eletromecânico de adolescentes: um aparelho que emite sons agudos desagradáveis, ouvidos por adolescentes, mas não por adultos; posteriormente utilizado em toques de telefone celular audíveis aos adolescentes, mas não a seus professores (também ficou conhecido como "O Mosquito").
- Física: Basile Audoly e Sebastien Neukirch, da Université Pierre et Marie Curie, em Paris, por suas reflexões sobre por que o espaguete seco sempre se quebra em mais do que dois pedaços.

## 2007
- Aviação: Patricia V. Agostino, Santiago A. Plano e Diego A. Golombek, por descobrirem que hamsters se recuperam de jet lag mais rapidamente quando lhes são ministradas doses de Viagra.
- Biologia: Johanna E.M.H. van Bronswijk, por fazer um censo de todos os ácaros e outras formas de vida que vivem nas camas das pessoas.
- Física: L. Mahadevan e Enrique Cerda Villablanca, por seu estudo teórico de como as folhas de papel amassam.
- Economia: Kuo Cheng Hsieh, por patentear um aparelho que captura ladrões de banco, prendendo-os numa rede.
- Linguística: Juan Manuel Toro, Josep B. Trobalon e Nuria Sebastian-Galles, por descobrirem que ratos não podem distinguir entre gravações em japonês e holandês, quando são tocadas de trás para frente.
- Literatura: Glenda Browne, por estudar como o artigo definido pode ser problemático quando se tenta listar livros, artigos ou outros itens em ordem alfabética.
- Medicina: Dan Meyer e Brian Witcombe, por investigarem os efeitos colaterais de engolir espadas.
- Nutrição: Brian Wansink, por investigar o apetite das pessoas por comer sem motivo algum, ao alimentá-las secretamente com uma tigela de sopa auto-reabastecente.
- Paz: O Laboratório Wright, da Força Aérea dos Estados Unidos, em Dayton, Ohio, por sugerir a pesquisa e o desenvolvimento de uma "bomba gay", que poderia fazer com que as tropas inimigas se tornassem sexualmente atraídos uns pelos outros.
- Química: Mayu Yamamoto, por extrair fragância de baunilha de esterco de vaca.

## 2008
A "18.ª Primeira Cerimônia Anual do Prêmio Ig Nobel" ocorreu a 2 de outubro de 2008 no Sanders Theatre da Universidade de Harvard.
- Arqueologia: Astolfo Gomes de Mello Araújo[15] e José Carlos Marcelino, por demonstrarem que os tatus podem misturar os vestígios em um sítio arqueológico.[16][17][18]
- Biologia: Marie-Christine Cadiergues, Christel Joubert e Michel Franc, pela descoberta de que as pulgas que vivem nos cães pulam mais alto do que as que vivem nos gatos.[19]
- Química: Sheree Umpierre, Joseph Hill e Deborah Anderson, por constatarem que a Coca-Cola é um espermicida eficiente,[20] e C.Y. Hong, C.C. Shieh, P. Wu e B.N. Chiang por provarem o contrário.[21]
- Ciências cognitivas: Toshiyuki Nakagaki, Hiroyasu Yamada, Ryo Kobayashi, Atsushi Tero, Akio Ishiguro e Ágota Tóth, por descobrirem que os micetozoários podem resolver problemas e quebra-cabeças.[22][23]
- Economia: Geoffrey Miller, Joshua Tyber e Brent Jordan, por descobrirem que dançarinas de strip tease ganham mais dinheiro nos períodos de fertilidade.[24]
- Literatura: David Sims, por seu estudo "You Bastard: A Narrative Exploration of the Experience of Indignation within Organizations" (Seu idiota: investigação da experiência da indignação dentro das organizações).[25][26]
- Medicina: Dan Ariely, por demonstrar que placebos caros são mais eficientes do que placebos baratos.[27]
- Nutrição: Massimiliano Zampini e Charles Spence, por demonstrarem que a comida é mais saborosa quando soa crocante.[28][29]
- Paz: O Comitê Federal Suíço de Ética em Biotecnologia Não-humana e os cidadãos suíços, por adotarem o princípio legal de que as plantas têm dignidade.[30]
- Física: Dorian Raymer e Douglas Smith, por provarem que montes de corda ou cabelo inevitavelmente embolam.[31]

## 2009
- Medicina veterinária: aos pesquisadores Catherine Douglas e Peter Rowlinson da Universidade de Newcastle, no Reino Unido, por provarem que vacas que possuem nomes dão mais leite que aquelas não “batizadas” por seus donos.
- Paz: dado à equipe da Universidade de Berna, na Suíça, que determinou, por experimentação, o que é melhor: tomar uma pancada na cabeça com uma garrafa de cerveja cheia, ou vazia?
- Economia: aos diretores, executivos e auditores de quatro bancos da Islândia (Banco Kaupthing, Landsbanki, Banco Glitnir e Banco Central da Islândia), por demonstrarem que pequenos bancos podem rapidamente se transformar em grandes instituições, e vice versa. E por demonstrarem que algo parecido pode ser feito com toda a economia de uma nação.
- Química: à equipe da Universidade Nacional Autônoma do México, por criar diamantes a partir de líquidos – especialmente a partir de tequila.
- Medicina: ao americano que estalou as juntas dos dedos de sua mão esquerda, mas não os da direita, todos os dias por mais de 60 anos. O objetivo era investigar uma possível causa de artrite.
- Física: à equipe da Universidade de Cincinnati, Estados Unidos, que analiticamente determinou porque as mulheres grávidas não tombam com o peso da barriga.
- Literatura: à polícia da Irlanda, por escrever e apresentar mais de 50 multas de trânsito ao cidadão do país que mais comete infrações ao volante - Prawo Jazdy, cujo nome, em polonês, significa “carteira de motorista”.
- Matemática: concedido à Gideon Gono, do Banco de Reserva do Zimbábue, por ajudar as pessoas a lidar melhor com grande variedade de números: seu banco imprime notas que vão de um centavo ($.01) a cem trilhões/triliões de dólares ($100,000,000,000,000).
- Biologia: aos estudantes japoneses de medicina que demonstraram que os resíduos da cozinha podem ter sua massa reduzida em até 90% com a ajuda de uma bactéria extraída das fezes de pandas gigantes.

## 2010
- Engenharia:  Karina Acevedo-Whitehouse e Agnes Rocha-Gosselin da Zoological Society of London, Reino Unido, e Diane Gendron do Instituto Politécnico Nacional, Baja California Sur, México, por aperfeiçoarem um método de recolha de muco de baleia com um helicóptero radiocontrolado.[32]
- Medicina:  Simon Rietveld da Universidade de Amsterdão e Ilja van Beest da Universidade de Tilburg, ambos dos Países Baixos, pela descoberta de que os sintomas da asma podem ser tratados com uma ida a uma montanha-russa.[33]
- Planejamento de Transportes: Toshiyuki Nakagaki, Atsushi Tero, Seiji Takagi, Tetsu Saigusa, Kentaro Ito, Kenji Yumiki, Ryo Kobayashi do Japão, e Dan Bebber, Mark Fricker do Reino Unido, por usarem bolores para determinar os melhores traçados para carris (trilhos ferroviários).[34]
- Física: Lianne Parkin, Sheila Williams, e Patricia Priest da Universidade de Otago, pela demonstração de que os caminhos pedestres com gelo, no inverno, apresentam menor taxa de quedas e escorregamentos para quem use meias por cima dos sapatos.[35]
- Paz: Richard Stephens, John Atkins, e Andrew Kingston da Universidade de Keele, Reino Unido, por confirmarem a informação de que os palavrões aliviam a dor.[36]
- Saúde Pública: Manuel Barbeito, Charles Mathews, e Larry Taylor do Industrial Health and Safety Office, Fort Detrick pela determinação experimental de que os micróbios se agarram aos pêlos faciais dos cientistas com barba.[37]
- Economia: Executivos e diretores da Goldman Sachs, AIG, Lehman Brothers, Bear Stearns, Merrill Lynch, e Magnetar pela criação e promoção de novas formas de investimentos monetários — que maximizam ganhos financeiros e minimizam risco para a economia mundial, ou então parcialmente.
- Química: Eric Adams, Scott Socolofsky, Stephen Masutani e a British Petroleum, pela prova de que petróleo e água não se misturam, com a experiência da explosão da plataforma Deepwater Horizon.[38]
- Gestão: Alessandro Pluchino, Andrea Rapisarda, e Cesare Garofalo da Universidade de Catania, Itália que demonstraram matematicamente que as organizações se tornam mais eficientes se promoverem o seu pessoal aleatoriamente.[39]
- Biologia: Libiao Zhang, Min Tan, Guangjian Zhu, Jianping Ye, Tiyu Hong, Shanyi Zhou, e Shuyi Zhang da China, e Gareth Jones da Universidade de Bristol, Reino Unido, por cientificamente documentarem fellatio em morcegos-da-fruta.[40]

## 2011
- Fisiologia: Anna Wilkinson, Natalie Sebanz, Isabella Mandl e Ludwig Huber, por seu estudo "Não-evidência de bocejo contagioso dos jabutis".[41]
- Química:  Makoto Imai, Naoki Urushihata, Hideki Tanemura, Yukinobu Tajima, Hideaki Goto, Koichiro Mizoguchi e Junichi Murakami, do Japão, por determinar a densidade ideal de wasabi suspensa no ar para acordar pessoas em caso de incêndio ou outras emergências, e por aplicar este conhecimento na criação de um alarme wasabi.[42]
- Medicina: Mirjam Tuk, Debra Trampe e Luk Warlop, juntamente com Matthew Lewis, Peter Snyder e Robert Feldman, Robert Pietrzak, David Darby, e Paul Maruff, por demonstrar que pessoas tomam melhores decisões sobre algumas coisas - e piores para outras - quando estão com grande urgência para urinar.[43][44]
- Psicologia: Karl Halvor Teigen, da Universidade de Oslo, por escrever um estudo onde tenta entender por que as pessoas suspiram.[45]
- Literatura: John Perry, da Universidade Stanford, por sua Teoria da Procrastinação Estruturada, que diz: para ser bem sucedido, sempre trabalhe em algo importante, usando isso para evitar fazer algo que é ainda mais importante.[46]
- Biologia: Darryl Gwynne e David Rentz, pela descoberta de que uma certa espécie de besouro se acasala com um tipo de garrafa de cerveja australiana.[47]
- Física: Philippe Perrin, Cyril Perrot, Dominique Deviterne, Bruno Ragaru e Herman Kingma, por determinar por que atletas que lançam discos ficam zonzos e os que lançam martelos não.[48]
- Matemática: Dorothy Martin (que previu o fim do mundo em 1954), Pat Robertson (que previu o fim do mundo em 1982), Elizabeth Clare Prophet (que previu o fim do mundo em 1990), Lee Jang Rim (que previu o fim do mundo em 1992), Credonia Mwerinde (que previu o fim do mundo em 1999), e Harold Camping (que previu o fim do mundo em 6 de Setembro de 1994 e depois para 21 de Outubro de 2011), por ensinar ao mundo que devemos ser cuidadosos ao fazer suposições e cálculos matemáticos.
- Paz: Arturas Zuokas, prefeito de Vilnius, Lituânia, por demonstrar que o problema do estacionamento proibido de carros de luxo pode ser resolvido passando-se um tanque de guerra por cima do veículo.
- Segurança Pública: John Senders, da Universidade de Toronto, por conduzir uma série de experimentos de segurança nos quais uma pessoa dirige um carro numa rodovia enquanto um visor tapa sua visão repetidamente.[49]

## 2012
- Psicologia: Anita Eerland, Rolf Zwaan, and Tulio Guadalupe pelo estudo "Leaning to the Left Makes the Eiffel Tower Seem Smaller". (Virar a cabeça para a esquerda faz a Torre Eiffel parecer menor)[50]
- Paz: À Companhia SKN, por converter antigas munições russas em diamantes.[51][52]
- Acústica: Kazutaka Kurihara e Koji Tsukada pela criação do SpeechJammer — uma máquina que interrompe o discurso de uma pessoa, fazendo-a ouvir suas próprias palavras com um pequeno atraso.[53]
- Neurociência: Craig Bennett, Abigail Baird, Michael Miller e George Wolford, por demonstrar que neurocientistas, usando instrumentos complicados e estatísticas simples, podem ver atividade cerebral significativa em qualquer lugar - mesmo em um salmão morto.[54]
- Química: Johan Pettersson, por descobrir porque, em algumas casas de Anderslöv, Suécia, os cabelos das pessoas ficavam verdes.[55]
- Literatura: Ao Escritório Geral de Contabilidade do Governo dos EUA, por emitir um relatório sobre relatórios sobre relatórios que recomenda a preparação de um relatório sobre o relatório sobre relatórios sobre relatórios.[56]
- Física: Joseph Keller, Raymond Goldstein, Patrick Warren e Robin Ball, por calcular o balanço de forças que moldam e movem um rabo de cavalo humano.[57]
- Dinâmica dos fluidos: Rouslan Krechetnikov e Hans Mayer, por estudar a dinâmica de deslocamento de líquido para saber o que acontece quando uma pessoa anda carregando uma xícara de café.[58]
- Anatomia: Frans de Waal e Jennifer Pokorny, por descobrir que chimpanzés podem reconhecer outros chimpanzés individualmente olhando a foto da bunda deles.[59]
- Medicina: Emmanuel Ben-Soussan e Michel Antonietti, por recomendarem a doutores que fazem colonoscopia, como minimizar as chances de seus pacientes explodirem.[60][61]

## 2013
- Medicina: Masateru Uchiyama, Xiangyuan Jin, Qi Zhang, Toshihito Hirai, Atsushi Amano, Hisashi Bashuda e Masanori Niimi, pela avaliação do efeito de ouvir ópera, em ratos submetidos a transplante de coração.
- Psicologia: Laurent Bègue, Brad Bushman, Oulmann Zerhouni, Baptiste Subra e Medhi Ourabah, por confirmar, com experimentos, que bêbados se acham atraentes.
- Biologia & Astronomia: Marie Dacke, Emily Baird, Marcus Byrne, Clarke Scholtz e Eric J. Warrant, por descobrir que, quando os escaravelhos se perdem, eles encontram o caminho de casa observando a Via Láctea.
- Engenharia de Segurança: Gustano Pizzo, por inventar um sistema eletro-mecânico para prender sequestradores de avião. O sistema derruba o sequestrador em um alçapão, empacota-o e em seguida, o joga empacotado em um compartimento especialmente instalado no avião, lançando-o de paraquedas para a terra, onde a polícia, alertada por rádio, aguarda a sua chegada.
- Física: Alberto Minetti, Yuri Ivanenko, Germana Cappellini, Nadia Dominici e Francesco Lacquaniti, pela descoberta que algumas pessoas conseguiriam correr pela superfície de um lago, se essas pessoas e o lago estivessem na Lua.
- Química: Shinsuke Imai, Nobuaki Tsuge, Muneaki Tomotake, Yoshiaki Nagatome, Toshiyuki Nagata e Hidehiko Kumgai, pela descoberta que o processo bioquímico pelo qual as cebolas fazem as pessoas chorarem é ainda mais complexo do que os cientistas anteriormente pensavam.
- Arqueologia: Brian Crandall e Peter Stahl, pela parboilização de um musaranho morto, e, em seguida, o engolir sem mastigar e depois examinar cuidadosamente os excrementos durante os dias seguintes. Tudo para saber se os ossos se dissolveriam dentro do sistema digestivo humano, o que efetivamente não aconteceu.
- Paz: Alexander Lukashenko, presidente da Bielorrússia, por tornar ilegal aplaudir em público, e pela Polícia da Bielorrússia, pela prisão de um homem de um braço só, por aplaudir.
- Probabilidade (matemática): Bert Tolkamp, Marie Haskell, Fritha Langford, David Roberts e Colin Morgan, por duas descobertas relacionadas: a primeira é que, quanto mais tempo uma vaca permanecer deitada, é mais provável que ela se levante com mais rapidez e a segunda é que, uma vez que a vaca se levante, não se pode prever com que rapidez a vaca vai se deitar novamente.
- Saúde pública: Kasian Bhanganada, Tu Chayavatana, Chumporn Pongnumkul, Anunt Tonmukayakul, Piyasakol Sakolsatayadorn, Krit Komaratal e Henry Wilde, pelas técnicas médicas descritas no relatório "Gestão cirúrgica de uma epidemia de amputações penianas em Sião", técnicas que eles recomendam, exceto nos casos em que o pênis amputado tinha sido parcialmente comido por um pato.

## 2014
- Física: Kiyoshi Mabuchi, Kensei Tanaka, Daichi Uchijima e Rina Sakai, por medir a quantidade de atrito entre um sapato e uma casca de banana, e entre a casca de banana e o chão, quando uma pessoa pisa em uma casca de banana no chão.
- Neurociência: Jiangang Liu, Jun Li, Lu Feng, Ling Li, Jie Tian e Kang Lee, por tentar entender o que acontece no cérebro das pessoas que vêem a face de Jesus em uma fatia de torrada.
- Psicologia: Peter K. Jonason, Amy Jones e Minna Lyons, por acumular evidências de que as pessoas que habitualmente se levantam tarde, em média, têm mais auto-estima, são mais manipuladoras e mais psicopatas do que as pessoas que habitualmente levantam-se no começo da manhã.
- Saúde pública: Jaroslav Flegr, Jan Havlícek, Jitka Hanušova-Lindova, David Hanauer, Naren Ramakrishnan e Lisa Seyfried por investigar os riscos à saúde mental de um ser humano se ele possuir um gato.[nota 2]
- Biologia: Vlastimil Hart, Petra Nováková, Erich Pascal Malkemper, Sabine Begall, Vladimír Hanzal, Miloš Ježek, Tomáš Kušta, Veronika Nemcová, Jana Adámková, Katerina Benediktová, Jaroslav Cervený e Hynek Burda, por documentar cuidadosamente que quando os cães defecam e urinam, preferem alinhar o seu corpo com as linhas do campo geo-magnético norte-sul da Terra.
- Arte: Marina de Tommaso, Michele Sardaro e Paolo Livrea, por medir a diferença de dor que as pessoas sofrem enquanto olham para uma pintura feia, ao invés de uma pintura bonita, ao serem atingidas na mão por um poderoso raio laser.
- Economia: ISTAT - Instituto Italiano de Estatística, por assumir orgulhosamente a liderança na realização de uma determinação da União Europeia de que cada país aumente oficialmente sua economia nacional, incluindo as receitas de prostituição, venda ilegal de drogas, contrabando e todas as outras transações financeiras ilícitas entre participantes voluntários.
- Medicina: Ian Humphreys, Sonal Saraiya, Walter Belenky e James Dworkin, pelo tratamento de hemorragias nasais incontroláveis, usando o método de tampões nasais com tiras de carne de porco salgada.
- Ciências árticas : Eigil Reimers e Sindre Eftestøl, por pesquisar como as renas reagem ao verem seres humanos que estão disfarçados de ursos polares.
- Nutrição: Raquel Rubio, Anna Jofré, Belén Martín, Teresa Aymerich e Margarita Garriga, por seu estudo "Caracterização de Bactérias do Ácido Lático Isoladas de Fezes Infantis como Potenciais Indutoras de Culturas Probióticas em Linguiças Fermentadas."

## 2015
- Química: Callum Ormonde e Colin Raston, por inventarem uma receita química que faz "descozinhar" parcialmente um ovo.
- Física: Patricia Yang, David Hu, Jonathan Pham e Jerome Choo, por testarem o princípio biológico de que quase todos os mamíferos esvaziam suas bexigas em cerca de 21 segundos (mais ou menos 13 segundos).
- Literatura: Mark Dingemanse, Francisco Torreira e Nick J. Enfield, por descobrirem que a palavra "huh?" (ou seu equivalente) parece existir em cada linguagem humana - e por não terem certeza do porque.
- Gestão: Gennaro Bernile, Vineet Bhagwat e P. Raghavendra Rau, por descobrirem que muitos líderes de negócios desenvolveram na infância uma predileção por assumir riscos, quando experimentaram desastres naturais como terremotos, erupções vulcânicas, tsunamis e incêndios florestais que, para eles, não tiveram qualquer consequência pessoal tão terrível.
- Economia: Polícia Metropolitana de Bangkok, Tailândia, por oferecer aos policiais um pagamento extra em dinheiro se estes se recusarem a aceitar subornos.
- Medicina: Hajime Kimata, Jaroslava Durdiaková, Peter Celec, Natália Kamodyová, Tatiana Sedláčková, Gabriela Repiská, Barbara Sviežená e Gabriel Minárik, por seus experimentos ao estudar os benefícios ou consequências biomédicas do beijo intenso e outras atividades interpessoais íntimas.
- Matemática: Elisabeth Oberzaucher e Karl Grammer, por tentarem usar técnicas matemáticas para determinar se e como Mulei Ismail, o Sanguinário, Imperador de Marrocos conseguiu, durante os anos de 1697 a 1727, ser pai de 888 filhos.
- Biologia: Bruno Grossi, Omar Larach, Mauricio Canals, Rodrigo A. Vásquez e José Iriarte-Díaz, por observarem que, quando se prende um bastão de peso calculado à extremidade traseira de um frango, este passa a caminhar de maneira semelhante à que os dinossauros supostamente caminhavam.
- Fisiologia e Entomologia: Justin Schmidt, por criar meticulosamente o "Índice Schmidt de Dor em Ferroadas", que classifica a dor relativa que as pessoas sentem quando picadas por variados insetos, e Michael L. Smith, por cuidadosamente organizar abelhas para picá-lo repetidamente em 25 locais diferentes do seu corpo, para saber quais locais são os menos dolorosos (crânio, extremidade do dedo médio e parte superior do braço) e quais são os mais dolorosos (narina, lábio superior e pênis).

## 2016
- Reprodução: Ahmed Shafik, por pesquisar os efeitos do uso de calças de poliéster, algodão e lã na vida sexual dos ratos e depois repetir a experiência em homens.
- Economia: Mark Avis, Sarah Forbes e Shelagh Ferguson, por descobrirem as personalidades das rochas, de uma perspectiva de vendas e marketing.
- Física: Gábor Horváth, Miklós Blahó, György Kriska, Ramón Hegedüs, Balázs Gerics, Róbert Farkas, Susanne Åkesson, Péter Malik e Hansruedi Wildermuth, por descobrirem por que cavalos de pelos brancos são menos atacados por moscas, e por descobrirem por que libélulas são atraídas por lápides pretas.
- Química: Volkswagen, por resolver o problema das emissões excessivas de gases poluentes nos seus automóveis de forma automática, produzindo menos emissões sempre que estão sendo testados.
- Medicina: Christoph Helmchen, Carina Palzer, Thomas Münte, Silke Anders e Andreas Sprenger, por descobrirem que quando se tem uma coceira no lado esquerdo do corpo, esta pode ser aliviada olhando para um espelho e coçando o lado direito do corpo e vice-versa.
- Psicologia: Evelyne Debey, Maarten De Schryver, Gordon Logan, Kristina Suchotzki e Bruno Verschuere, por perguntar a mil mentirosos com que frequência eles mentem, e qual a probabilidade de que eles tenham sido sinceros nas respostas.
- Paz: Gordon Pennycook, James Allan Cheyne, Nathaniel Barr, Derek Koehler e Jonathan Fugelsang, por seu estudo acadêmico "Sobre a Compreensão e Detecção de Idiotices Pseudo-Profundas".
- Biologia: prêmio compartilhado por Charles Foster e Thomas Thwaites. Charles, por viver na natureza, em momentos diferentes, como um texugo, uma lontra, um veado, uma raposa e um pássaro; Thomas por projetar próteses para seus membros, que lhe permitiram deslocar-se pelas montanhas na companhia de cabras.
- Literatura: Fredrik Sjöberg, por sua obra autobiográfica em três volumes, relatando o prazer de colecionar moscas mortas, e moscas que ainda não haviam morrido.
- Percepção: Atsuki Higashiyama e Kohei Adachi, por investigar o quanto os objetos parecem diferentes, quando se curva para visualizá-los por entre as pernas.

## 2017
- Física: Marc-Antoine Fardin, por utilizar a dinâmica dos fluidos para provar sua tese "Pode um Gato ser Ambos, um Sólido e um Líquido?".
- Paz: Milo Puhan, Alex Suarez, Christian Lo Cascio, Alfred Zahn, Markus Heitz e Otto Braendli, por demonstrarem que tocar regularmente didjeridu é um tratamento eficaz para a apneia obstrutiva do sono e para o ronco.
- Economia: Matthew Rockloff e Nancy Greer, por seus experimentos para ver como o contato com um crocodilo vivo afeta a disposição de uma pessoa em apostar.
- Anatomia: James Heathcote, por seu estudo de pesquisa médica "Porque os Velhos têm Orelhas Grandes?".
- Biologia: Kazunori Yoshizawa, Rodrigo Ferreira, Yoshitaka Kamimura e Charles Lienhard, pelas suas descobertas de um pênis feminino e uma vagina masculina em um inseto de caverna.
- Dinâmica dos fluidos: Jiwon Han, por seu estudo da dinâmica de um líquido, para saber o que acontece quando uma pessoa caminha para trás enquanto carrega uma xícara de café.
- Nutrição: Fernanda Ito, Enrico Bernard e Rodrigo Torres, pelo primeiro relatório científico "Sangue Humano na Dieta do Morcego-Vampiro-de-Perna-Peluda".
- Nutrição: Jean-Pierre Royet, David Meunier, Nicolas Torquet, Anne-Marie Mouly e Tao Jiang, por utilizarem avançadas tecnologias de escaneamento do cérebro para avaliar o quanto algumas pessoas ficam enojadas com queijo.
- Cognição: Matteo Martini, Ilaria Bufalari, Maria Antonietta Stazi e Salvatore Maria Aglioti, por demonstrarem que muitos gêmeos idênticos não podem se distinguir a si mesmos visualmente, em seu estudo "Esse Sou Eu ou Meu Irmão Gêmeo? A Desvantagem da Falta de Auto-reconhecimento da Face em Gêmeos Idênticos".
- Obstetrícia: Marisa López-Teijón, Álex García-Faura, Alberto Prats-Galino e Luis Pallarés Aniorte, por demonstrarem em seu estudo "Expressão Facial do Feto em Resposta à Emissão Intravaginal de Música", que um feto humano em desenvolvimento reage mais fortemente à música que é tocada eletromecanicamente dentro da vagina da mãe do que quando é tocada eletromecanicamente na sua barriga.

## 2018
- Medicina: Marc Mitchell e David Wartinger, por usarem passeios em uma montanha-russa para tentar acelerar a expulsão de pedras nos rins.
- Antropologia: Tomas Persson, Gabriela-Alina Sauciuc e Elainie Madsen, por reunirem evidências em um zoológico, que chimpanzés imitam humanos com tanta frequência quanto os humanos imitam chimpanzés.
- Biologia: Paul Becher, Sebastien Lebreton, Erika Wallin, Erik Hedenstrom, Felipe Borrero-Echeverry, Marie Bengtsson, Volker Jorger e Peter Witzgall, por demonstrarem que os especialistas em vinho podem identificar com segurança, pelo cheiro, a presença de uma única mosca em uma taça de vinho.
- Química: Paula Romão, Adília Alarcão e César Viana (in memoriam), por medirem o grau em que a saliva humana é um bom agente de limpeza para superfícies sujas.
- Ensino da medicina: Akira Horiuchi, pelo relatório médico "Colonoscopia na Posição Sentada: Lições Aprendidas em uma Autocolonoscopia".
- Literatura: Thea Blackler, Rafael Gomez, Vesna Popovic e M. Helen Thompson, por documentarem que a maioria das pessoas que usa produtos complexos não lê o manual de instruções.
- Nutrição: James Cole, por calcular que a ingestão calórica de uma dieta de canibalismo humano é significativamente menor do que a ingestão calórica da maioria das outras dietas tradicionais de carne.
- Paz: Francisco Alonso, Cristina Esteban, Andrea Serge, Maria-Luisa Ballestar, Jaime Sanmartín, Constanza Calatayud e Beatriz Alamar, por medirem a frequência, a motivação e os efeitos de gritos e xingamentos enquanto se dirige um automóvel.
- Medicina reprodutiva: John Barry, Bruce Blank e Michel Boileau, por utilizarem selos postais para testar se o órgão sexual masculino está funcionando adequadamente - como descrito em seu estudo "Monitoramento da Tumescência Peniana Noturna com Selos".
- Economia: Lindie Hanyu Liang, Douglas Brown, Huiwen Lian, Samuel Hanig, D. Lance Ferris e Lisa Keeping, por investigarem se o uso de bonecos de vudu é eficaz para funcionários castigarem seus chefes abusivos.

## 2019
- Medicina: Silvano Gallus, por coletar evidências de que a pizza pode proteger contra doenças e morte, se for feita e consumida na Itália.[62][63][64]
- Ensino de medicina: Karen Pryor e Theresa McKeon, por usar uma técnica simples de treinamento com animais - chamada "treinamento por clicker" - para treinar cirurgiões em cirurgias ortopédicas.[65]
- Biologia: Ling-Jun Kong, Herbert Crepaz, Agnieszka Górecka, Aleksandra Urbanek, Rainer Dumke e Tomasz Paterek, por descobrirem que baratas magnetizadas mortas comportam-se de maneira diferente de baratas magnetizadas vivas.[66]
- Anatomia: Roger Mieusset e Bourras Bengoudifa, por medirem a assimetria da temperatura escrotal em carteiros franceses nus e vestidos.[67]
- Química: Shigeru Watanabe, Mineko Ohnishi, Kaori Imai, Eiji Kawano e Seiji Igarashi, por estimarem o volume total de saliva produzido por dia por uma criança típica de cinco anos de idade.[68]
- Engenharia: Iman Farahbakhsh, por inventar uma máquina de trocar fraldas para uso em bebês humanos.[69]
- Economia: Habip Gedik, Timothy A. Voss e Andreas Voss, por testarem qual o melhor papel-moeda de um país, na transmissão de bactérias perigosas.[70]
- Paz: Ghada A. bin Saif, Alexandru Papoiu, Liliana Banari, Francis McGlone, Shawn G. Kwatra, Yiong-Huak Chan e Gil Yosipovitch, por tentarem medir o prazer de arranhar uma coceira.[71]
- Psicologia: Fritz Strack, por descobrir que segurar uma caneta na boca produz um sorriso, deixando a pessoa mais feliz - e depois descobrir que isso não é verdade.[72]
- Física: Patricia Yang, Alexander Lee, Miles Chan, Alynn Martin, Ashley Edwards, Scott Carver e David Hu, por estudarem como, e por que razão, as fezes dos vombates têm forma cúbica.[73]

## 2020
- Acústica: Stephan Reber, Takeshi Nishimura, Judith Janisch, Mark Robertson e Tecumseh Fitch, por induzir uma fêmea de jacaré-da-china a berrar em uma câmara hermética cheia de ar enriquecido com gas hélio.[74]
- Psicologia: Miranda Giacomin e Nicholas Rule, por desenvolver um método para identificar narcisistas, examinando suas sobrancelhas.[75]
- Paz: governos da Índia e do Paquistão, por seus diplomatas tocarem secretamente as campainhas uns dos outros no meio da noite, e depois fugir antes que alguém atenda a porta.
- Física: Ivan Maksymov e Andriy Pototsky, por determinar, experimentalmente, o que acontece com a forma de uma minhoca viva quando ela vibra em alta frequência.[76]
- Economia: Christopher Watkins, Juan David Leongómez, Jeanne Bovet, Agnieszka Żelaźniewicz, Max Korbmacher, Marco Antônio Corrêa Varella, Ana Maria Fernandez, Danielle Wagstaff e Samuela Bolgan, por tentar quantificar a relação entre a desigualdade de renda nacional dos diferentes países e a quantidade média de beijos na boca.[77][78]
- Gestão: Xi Guang-An, Mo Tian-Xiang, Yang Kang-Sheng, Yang Guang-Sheng e Ling Xian Si, cinco pistoleiros profissionais em Guangxi, na China, que conseguiram um contrato para um trabalho de assassinato por dinheiro da seguinte maneira: depois de receber o pagamento para realizar o assassinato, Xi Guang-An subcontratou a tarefa para Mo Tian-Xiang, que subcontratou Yang Kang-Sheng, que subcontratou Yang Guang-Sheng, que subcontratou Ling Xian-Si, com cada subcontratado recebendo porcentagens cada vez menores. Nenhum deles efetivamente realizou o trabalho.
- Entomologia: Richard Vetter, por coletar evidências de que muitos entomologistas têm medo de aranhas, que não são insetos.[79]
- Medicina: Nienke Vulink, Damiaan Denys e Arnoud van Loon, por diagnosticar uma condição médica há muito não reconhecida: misofonia, a dificuldade em ouvir outras pessoas emitindo sons como o da mastigação.[80]
- Ensino de Medicina: Jair Bolsonaro (presidente do Brasil), Boris Johnson (primeiro ministro do Reino Unido), Narendra Modi (primeiro ministro da Índia), Andrés Manuel López Obrador (presidente do México), Alexander Lukashenko (presidente da Bielorrússia), Donald Trump (presidente dos Estados Unidos), Recep Tayyip Erdogan (primeiro ministro da Turquia), Vladimir Putin (presidente da Rússia) e Gurbanguly Berdimuhamedow (presidente do Turquemenistão), por usarem a pandemia de COVID-19 para ensinar ao mundo que os políticos podem ter um efeito mais imediato sobre a vida e a morte do que os cientistas e médicos.[81]
- Ciência dos Materiais: Metin Eren, Michelle Bebber, James Norris, Alyssa Perrone, Ashley Rutkoski, Michael Wilson e Mary Ann Raghanti, por mostrar que facas fabricadas a partir de fezes humanas congeladas não funcionam bem.[82]

## 2021
- Biologia: Susanne Schötz, por analisar as variações em ronronar, chilrear, tagarelar, vibrar, acariciar, murmurar, miar, gemer, guinchar, assobiar, berrar, uivar, rosnar e outros modos de comunicação entre gatos e humanos.[83][84]
- Ecologia: Leila Satari, Alba Guillén, Àngela Vidal-Verdú e Manuel Porcar, por utilizar análise genética para identificar as diferentes espécies de bactérias que residem em chicletes descartados e presos em calçadas de vários países.[85]
- Química: Jörg Wicker, Nicolas Krauter, Bettina Derstroff, Christof Stönner, Efstratios Bourtsoukidis, Achim Edtbauer, Jochen Wulf, Thomas Klüpfel, Stefan Kramer e Jonathan Williams, por analisar quimicamente o ar dentro das salas de cinema, para testar se os odores produzidos por um público indicam de forma confiável os níveis de violência, sexo, comportamento anti-social, uso de drogas e linguagem imprópria no filme que o público está assistindo.[86][87]
- Economia: Pavlo Blavatskyy, por descobrir que a obesidade dos políticos das ex-repúblicas soviéticas pode ser um bom indicador da corrupção naqueles países.[88]
- Medicina: Olcay Cem Bulut, Dare Oladokun, Burkard Lippert e Ralph Hohenberger, por demonstrar que os orgasmos podem ser tão eficazes quanto os medicamentos descongestionantes para melhorar a respiração nasal.[89]
- Paz: Ethan Beseris, Steven Naleway e David Carrier, por testar a hipótese de que os humanos desenvolveram barbas para se protegerem de socos no rosto.[90]
- Física: Alessandro Corbetta, Jasper Meeusen, Chung-min Lee, Roberto Benzi e Federico Toschi, por conduzir experimentos para aprender por que os pedestres não colidem frequentemente uns com os outros.[91]
- Cinética: Hisashi Murakami, Claudio Feliciani, Yuta Nishiyama e Katsuhiro Nishinari, por conduzir experimentos para aprender por que os pedestres às vezes colidem uns com os outros.[92]
- Entomologia: John Mulrennan, Jr., Roger Grothaus, Charles Hammond e Jay Lamdin, pelo estudo "Um Novo Método de Controle de Baratas em Submarinos".[93]
- Transporte: Robin Radcliffe, Mark Jago, Peter Morkel, Estelle Morkel, Pierre du Preez, Piet Beytell, Birgit Kotting, Bakker Manuel, Jan Hendrik du Preez, Michele Miller, Julia Felippe, Stephen Parry e Robin Gleed, por provar experimentalmente que é mais seguro transportar rinocerontes negros no ar de cabeça para baixo, presos pelos pés.[94]

## 2022
- Cardiologia Aplicada: Eliska Prochazkova, Elio Sjak-Shie, Friederike Behrens, Daniel Lindh e Mariska Kret, por pesquisar e comprovar que, quando pares românticos encontram-se pela primeira vez e sentem-se atraídos um pelo outro, seus corações têm os batimentos sincronizados.[95]
- Literatura: Eric Martínez, Francis Mollica, e Edward Gibson, por analisar o que torna os documentos legais desnecessariamente difíceis de entender.[96]
- Biologia: Solimary García-Hernández e Glauco Machado, pelos estudos sobre como a constipação intestinal pode afetar o acasalamento entre escorpiões.[97]
- Medicina: Marcin Jasiński, Martyna Maciejewska, Anna Brodziak, Michał Górka, Kamila Skwierawska, Wiesław Jędrzejczak, Agnieszka Tomaszewska, Grzegorz Basak e Emilian Snarski, por demonstrar que, quando pacientes são submetidos a certos tipos de quimioterapia, sofrem menos efeitos colaterais prejudiciais quando um dos componentes tradicionais do procedimento é substituído por um sorvete.[98]
- Engenharia: Gen Matsuzaki, Kazuo Ohuchi, Masaru Uehara, Yoshiyuki Ueno e Goro Imura, por pesquisar o modo mais eficiente para se utilizar os dedos ao girar um botão.[99]
- História da arte: Peter de Smet e Nicholas Hellmuth, pelo estudo "Uma Abordagem Multidisciplinar de Cenas de Rituais de Enema na Cerâmica Maia Antiga.[100]
- Física: Frank Fish, Zhi-Ming Yuan, Minglu Chen, Laibing Jia, Chunyan Ji e Atilla Incecik, por tentar entender como os patinhos conseguem nadar em formação.[101]
- Paz: Junhui Wu, Szabolcs Számadó, Pat Barclay, Bianca Beersma, Terence Dores Cruz, Sergio Lo Iacono, Annika Nieper, Kim Peters, Wojtek Przepiorka, Leo Tiokhin e Paul Van Lange, por desenvolver um algoritmo para ajudar fofoqueiros a decidir quando devem dizer a verdade e quando devem mentir.[102]
- Economia: Alessandro Pluchino, Alessio Emanuele Biondo e Andrea Rapisarda, por explicar matematicamente por que o sucesso na maioria das vezes não é alcançado pelas pessoas mais talentosas, mas sim pelas de mais sorte.[103]
- Engenharia da segurança: Magnus Gens, por desenvolver um boneco de alce para realizar testes de colisão de automóveis contra esse animal.[104]